# Хилюк Олексій Олексійович
Олексі́й Олексі́йович Хилю́к (*4 травня 1951, Бердичів) — народний депутат України, Бердичівський міський голова, Почесний громадянин міста Бердичева.
Народився 4 травня 1951 року у м. Бердичеві Житомирської області. Школа, інститут, служба у Збройних Силах СРСР.

## Освіта
Закінчив Київський технологічний інститут харчової промисловості (1968—1973), інженер-механік за спеціальністю «Машини і апарати харчових виробництв». Також закінчив Київський інститут політології та соціального управління (1989—1991), політолог, викладач соціально-політичних дисциплін у вищих і середніх навчальних закладах, «Теорія соціально-політичних відносин».

## Кар'єра
З 1973 року — інженер-механік молокозаводу. З 1975 року — інженер-конструктор, головний інженер. З листопада 1979 по вересень 1986 року — директор Бердичівського м'ясокомбінату.
З вересня 1986 р. по червень 1987 р. — 1-й заступник голови, з червня 1987 р. по січень 1991 р. — голова Бердичівського міськвиконкому. З січня 1991 р. по липень 1992 р. — 1-й заступник голови Бердичівського міськвиконкому. З липня 1992 р. по березень 1994 р. — голова Бердичівського міськвиконкому. З березня 1994 р. по березень 1998 р. — голова Бердичівської міськради народних депутатів і міськвиконкому. До квітня 2002 — Бердичівський міський голова.
Академік Української академії економічної кібернетики. Член КПРС (1979—1991 рр.).
Народний депутат України 12(1) скликання з березня 1990 року (2-й тур) до квітня 1994 року (Бердичівський виборчий округ № 156, Житомирської обл.). Член Комісії з питань державного суверенітету, міжреспубліканських і міжнаціональних відносин. Групи «Рада», «Чорнобиль». Висунутий кандидатом у народні депутати трудовими колективами Бердичівської взуттєвої фабрики, м'ясокомбінату, КЕЧ, міською радою ветеранів війни та праці, особовим складом В\Ч 46156, 43645, 44993, 56717, 33136, 32500, 42642.
9 квітня 2002 року рішенням виконкому міської Ради за багаторічну плідну працю в органах державної влади і місцевого самоврядування, особистий внесок у вдосконалення стилю і методів їх роботи, активну громадсько-політичну діяльність Хилюку Олексію Олексійовичу присвоєно звання «Почесний громадянин міста Бердичева».
З 2002 року — начальник Бердичівського міжміського бюро технічної інвентаризації.